# Aleksiej Mordaszow
Aleksiej Aleksandrowicz Mordaszow (ros. Алексей Александрович Мордашов; ur. 26 września 1965 w Czerepowcu) – rosyjski przedsiębiorca, jeden z najbogatszych obywateli Federacji Rosyjskiej (4. miejsce na opublikowanym przez miesięcznik Forbes zestawieniu miliarderów 2022 roku). W lipcu 2022 roku jego majątek był szacowany na 32,1 mld USD.

## Kariera
Ojciec Aleksieja Mordaszowa jest z wykształcenia inżynierem elektronikiem; ukończył Gorkowski Instytut Politechniczny im. A.A. Żdanowa (ros. Горьковский политехнический институт имени А. А. Жданова) – obecnie Państwowy Techniczny Uniwersytet w Niżnym Nowogrodzie (ros. Нижегородский государственный технический университет). Po ukończeniu studiów rozpoczął pracę w Kombinacie Metalurgicznym w Czerepowcu (ros. Череповецкий металлургический комбинат), gdzie urodził się Aleksiej.
Aleksiej Mordaszow poszedł w ślady ojca. W 1988 roku ukończył z wyróżnieniem Państwowy Uniwersytet Inżynieryjno-Ekonomiczny w Sankt Petersburgu (ros. Санкт-Петербургский государственный инженерно-экономический университет), a następnie rozpoczął pracę w kombinacie metalurgicznym w rodzinnym mieście jako: starszy ekonomista, naczelnik biura ekonomiki i organizacji pracy remontowo–mechanicznego zakładu nr 1, wreszcie zastępca naczelnika oddziału planowania.
W 1992 roku został mianowany dyrektorem do spraw finansowych i ekonomicznych Kombinatu Metalurgicznego w Czerpowcu. Wkrótce została zmieniona nazwa przedsiębiorstwa – spółka została wpisana do rejestru jako Siewierstal. Aleksiej Mordaszow podpisał pierwsze kontrakty, które umożliwiły sprzedaż stali na Zachód. Skupując akcje kombinatu, z czasem stał się właścicielem pakietu kontrolnego, po czym doprowadził do odsunięcia ówczesnego dyrektora – Jurija Łipychina – od kierowania przedsiębiorstwem.
W 1996 roku został dyrektorem generalnym Siewierstalu.
W 2001 roku uzyskał tytuł MBA na Northumbria University w Newcastle upon Tyne.
Decyzją z dnia 28 lutego 2022 r. Rada Unii Europejskiej nałożyła na Mordaszowa sankcje za wspieranie działań podważających integralność terytorialną, suwerenność i niezależność Ukrainy, jak również za udzielanie finansowego i materialnego wsparcia rosyjskim decydentom odpowiedzialnym za aneksję Krymu i destabilizację wschodniej Ukrainy oraz za czerpanie korzyści z powiązań z tymi decydentami.
Sankcje na rosyjskiego oligarchę zostały również nałożone przez USA. Według informacji podanych przez ⁣⁣Reuters⁣⁣ Mordaszow uniknął zamrożenia ponad miliarda funtów w akcjach TUI dzięki odsprzedaniu niemalże wszystkich udziałów spółce Ondero Limited z Brytyjskich Wysp Dziewiczych. Wspomniana spółka kontrolowana jest przez Marinę Mordaszową, która po wybuchu wojny w Ukrainie (pod koniec lutego 2022) kupiła udziały w Unifirm Limited, holdingu należącym do jej męża Aleksieja, głównego udziałowca TUI, od dwóch jego spółek zależnych.

### Działalność biznesowa
W kwietniu 2008 roku nabył 10% udziałów w TUI Group – międzynarodowym przedsiębiorstwie branży turystycznej z siedzibą w Hanowerze. W lipcu tego samego roku zwiększył swój udział do 15,03%.
W 2011 roku sprzedał amerykańskiemu miliarderowi Irze Rennertowi – właścicielowi konglomeratu Renco Group – trzy przynoszące straty huty stali w Stanach Zjednoczonych. Transakcja opiewała na 1,2 mld USD – stanowiła połowę sumy, którą Mordaszow zapłacił za te same huty trzy lata wcześniej. Do końca 2014 roku za 2,3 mld USD sprzedał wszystkie swoje inwestycje w Stanach Zjednoczonych.

#### Nadzór właścicielski
Aleksiej Mordaszow sprawuje nadzór właścicielski (kontrolę) nad przedsiębiorstwami działającymi w kilku różnych branżach: wydobywczej, hutniczej, maszynowej, medialnej oraz turystycznej.
- główny udziałowiec i prezes zarządu Siewierstal (posiada 79,2% akcji, pozostałe znajdują się w wolnym obrocie)[12] – przedsiębiorstwa branży hutniczej i górniczej, największego producenta stali w Rosji
- właściciel zarejestrowanego na Cyprze przedsiębiorstwa S-Group Capital Management (spółki kontrolującej 15,03% udziałów TUI Group, 75% udziałów TUI Russia & CIS[9][13][14] oraz około 26% udziałów Nacjonalnej Media Grupy – jednej z największych w Rosji grup medialnych, posiadającej m.in. 72,4% udziałów Piątego kanału oraz 25% udziałów Pierwego kanału[15])
- właściciel zarejestrowanego na Cyprze przedsiębiorstwa Highstad Ltd (jest wyłącznym udziałowcem koncernu Siłowyje Maszyny(inne języki)[16][17], zajmującego się produkcją różnego rodzaju maszyn na potrzeby przemysłu energetycznego, w tym turbin).

#### Majątek
Aleksiej Mordaszow jest uznawany za jednego z najbogatszych obywateli Federacji Rosyjskiej. W kwietniu 2015 roku zajął 5. miejsce na opublikowanej przez miesięcznik Forbes liście 200 najbogatszych biznesmenów Rosji. W tym samym roku znalazł się na 89. miejscu, firmowanej przez ten sam miesięcznik, listy 500 najbogatszych ludzi świata.
Wartość majątku Aleksieja Mordaszowa i jego pozycja wśród najbogatszych ludzi na świecie i w Rosji w poprzednich latach według miesięcznika Forbes pokazuje poniższa tabela.
| Rok                 | 2003 | 2004 | 2005 | 2006 | 2007 | 2008 | 2009 | 2010 | 2011 | 2012 | 2013 | 2014 | 2015 | 2016 |
| ------------------- | ---- | ---- | ---- | ---- | ---- | ---- | ---- | ---- | ---- | ---- | ---- | ---- | ---- | ---- |
| Majątek (w mld USD) | 2,6  | 3,5  | 5,1  | 8,5  | 12,1 | 24,5 | 4,3  | 9,9  | 18,5 | 15,3 | 12,8 | 10,5 | 13   | 11,7 |
| Miejsce (w świecie) | 348  | 135  | 107  | 64   | 54   | 18   | 122  | 70   | 29   | 45   | 73   |      | 89   | 93   |
| Miejsce (w Rosji)   |      |      | 7    | 7    | 9    | 2    | 7    | 8    | 2    | 3    | 11   | 12   | 5    | 6    |

## Życie osobiste
Aleksiej Mordaszow jest żonaty, ma sześcioro dzieci.

## Odznaczenia
- Order Aleksandra Newskiego (2015)[21]
- Order Honoru (2011)[1]
- Order Przyjaźni (2022)[22]
- Medal Orderu „Za zasługi dla Ojczyzny” II klasy (1999)[23]
- Odznaka "Za dobroczynność" (2016)[24]
- Komandor Orderu Zasługi Republiki Włoskiej (2008)[1][25]
- Krzyż Uznania III klasy (Łotwa, 2013, odebrany w 2022)[1][26]